# Prema Yin
Prema Yin Ranee A/P Kali Kavandan (3 de octubre de 1986 en Seremban, Negri Sembilan), conocida artísticamente como Prema Yin, es una cantante y músico de Malasia, que concursó en un evento de canto llamado "Who Will win Malaysia Topstar", donde primero se hizo ampliamente conocida por el público. Dos de sus hermanos mayores (Keevan Raj Raj y Logan) se retiraron de un equipo de hockey llamado "Malaysia national field hockey team", que participaron en los Juegos Olímpicos de Sídney 2000. Su otro hermano llamado Sunder Raj reside en Canadá y trabaja en una empresa de diseño, mientras que su otro hermano el más menor, Mano Raj, tuvo una propuesta de unirse a la Brigada Nacional de Hockey y terminó en su grado de TI.

## Biografía
Prema Yin nació el 3 de octubre de 1986 en Seremban, Negri Sembilan, Malasia. Además es la quinta de sus 5 hermanos, comenzó a cantar a la edad de 3 y se entretenía a las multitudes en eventos privados. A la edad de 14 años comenzó a escribir su propio material. Se especializó en piano y guitarra y escribió un sinfín de piezas y los mantuvo para sí misma.

## Carrera
Aún principio Prema, no estaba lista todavía para asumir dentro de la industria de la música, después de ganar en un reality show, decidió nuevamente a dedicarse a la música y se unió a dos organizaciones llamadas "Pubscene" y "Aseana Percusión Unidad", para ganar más experiencia como intérprete. Participó en concursos uniéndose a numerosas bandas muasicales, pues con su banda "Broken View", poco a poco incursionó en la escena de la música indie y trabajó con sus propios méritos, tocando e interpretando sus canciones en lugares como "Underground" en Kuala Lumpur.
Después de separarse de su banda se unió al "Internacional de Groove Collective" (CIG), donde fusionó su vioz con otras voces, con su propio estilo de música ecléctica de la banda "3 piece". En agosto de 2007 CIG, se desintegró y cada uno de sus integrantes se lanzaron en solitario. Prema Yin finalmente comenzó a grabar e interpretar sus composiciones originales. Ella entró a los estudios con AIM-y ARIA, junto al productor Greg Henderson, para grabar su primer EP, con su tema musical debut titulado "Eyo Eyo".

## Discografía

### Eyo Eyo EP (2009)
- Eyo Eyo (Bahasa Malaysia)
- Ain't got Tears (feat. Moots! of Pop Shuvit)
- These are the Days
- Bleed
- Higher Love

### Singles
- Marilah (2010)
- Addicted (2011)
- Fight feat. Reefa Theme song for Project O&O (2011)
- Superstar Theme song for Share the Love Movement for Julie's Biscuit (2011)

## Premios y reconocimientos

### VIMA 2011: 5 Nominations
- Best Pop/R&B Song “Addicted”
- Best Rock Song “Blow my Mind feat. MON9″
- Best Rock Vocalist
- Best Female Vocalist Overall (WON THE GOLD AWARD AS BEST ACT)
- Best Music Video “Addicted”

### HMMA (Hollywood Music in Media Awards) 2011
- Best Pop Song in a Movie (Eyo Eyo – A Novel Romance)

### AIM 17 2010: 4 Nominations
- Best new Artist
- Best Music Video (Eyo Eyo)
- Best Engineered Album
- Best Arrangement in a Song (Eyo Eyo)

### AVIMA 2010: 2 Nominations
- Best female Vocalist overall
- Best Pop Song “Eyo Eyo”
- WINNER FOR “ASIAN ANTHEM OF THE YEAR” for “EYO EYO”

### VIMA 2010: 4 Nominations
- Best female Vocalist overall
- Best Pop Song “Eyo Eyo” (Won the gold Award)
- Best Rock Vocalist
- Best Music Video (Eyo Eyo)

### VIMA 2009: 3 Nominations
- Best female vocalist
- Best Rock Vocalist (Won the Bronze Award, only girl in this category)
- Best Rock Song “Bleed”

### Chart Success
August 2009: 
- Bleed #1 on hitz.fm MET 10 and #3 on Fly FM Campur Charts

May 2010: 
- Eyo Eyo #1 on hitz.fm MET 10 and #2 on Fly FM Campur Charts

December 2010: 
- Blow my Mind (feat. MON9) #1 on hitz.fm MET 10 and #2 on Fly FM Campur Charts

January 2012 : 
- Superstar #1 on Traxx.fm Upstage Charts

- Eyo Eyo #1 on Indonesian Radio Station Ardan.fm “Ardan Indie 7” 

- Eyo Eyo #2 on Indonesian Radio Station FB9020FM PURWAKARTA 

May 2012 : 
- Prove it to Me #1 on hitz.fm MET10